# جاي ويليامسون
جاي ويليامسون (بالإنجليزية: Jay Williamson)‏ هو لاعب غولف أمريكي، ولد في 7 فبراير 1967 في سانت لويس في الولايات المتحدة.

## وصلات خارجية
- جاي ويليامسون على موقع رابطة لاعبي الغولف المحترفين (الإنجليزية)
- جاي ويليامسون على موقع التصنيف العالمي الرسمي للغولف (الإنجليزية)